# Camden Professor of Ancient History
Die Camden Professur of Ancient History an der University of Oxford wurde 1622 durch den englischen Antiquar und Historiker William Camden, Clarenceux King of Arms, eingerichtet und mit dem Einkommen des Manor (Herrenhaus) von Bexley ausgestattet. Es ist der erste und älteste Lehrstuhl für Geschichte in England. Seit 1877 ist er mit dem Brasenose College verknüpft und seit 1910 ist er auf römische Geschichte beschränkt worden. 